# Нестор Горосито
Нестор Горосито (14. мај 1964) бивши је аргентински фудбалер.

## Репрезентација
За репрезентацију Аргентине дебитовао је 1989. године. За национални тим одиграо је 19 утакмица и постигао 1 гол.

## Статистика
| Аргентина | Аргентина | Аргентина |
| Год.      | Ута.      | Гол.      |
| --------- | --------- | --------- |
| 1989      | 5         | 0         |
| 1990      | 2         | 0         |
| 1991      | 0         | 0         |
| 1992      | 2         | 0         |
| 1993      | 8         | 0         |
| 1994      | 0         | 0         |
| 1995      | 0         | 0         |
| 1996      | 0         | 0         |
| 1997      | 2         | 1         |
| Укупно    | 19        | 1         |

## Трофеји (као играч)

### Ривер Плејт
- Првенство Аргентине (1) : 1985/86.
- Копа либертадорес (1) : 1986.
- Интерконтинентални куп (1) : 1986.

### Сваровски Тирол
- Првенство Аустрије (2) : 1989/90, 1990/91.

### Универзидад Католика
- Копа Интерамерикана (1) : 1994.
- Куп Чилеа (1) : 1995.

### Репрезентација Аргентине
- Копа Америка (1) : 1993.

## Трофеји (као тренер)

### Тигре
- Лига куп Аргентине (1) : 2019.